# Canton de Ducey
Pour les articles homonymes, voir Ducey (homonymie).
Le canton de Ducey est une ancienne division administrative française, située dans le département de la Manche et la région Basse-Normandie.

## Histoire
De 1833 à 1839, les cantons de Ducey et de Saint-James avaient le même conseiller général. Le nombre de conseillers généraux était limité à 30 par département.
De 1840 à 1848, les cantons de Brécey et de Ducey avaient le même conseiller général.

## Représentation

### Conseillers généraux de 1833 à 2015
| Période | Période      | Identité                              | Étiquette    | Qualité |
| ------- | ------------ | ------------------------------------- | ------------ | --- |
| 1833    | 1836         | Julien Thébault-Grimbot               |              | Propriétaire à Avranches |
| 1836    | 1839         | Eugène Sursois                        |              | Médecin, maire de Saint-James |
| 1839    | 1848         | Georges Guérin-Fontan                 |              | Avocat, commandant la Garde nationale d'Avranches |
| 1848    | 1858         | Louis Le Bocey                        |              | Médecin, maire de Ducey (1837-1848) |
| 1858    | 1877         | Victor Sanson                         | Droite       | Juge au tribunal d'Avranches, maire d'Avranches (1861-1878) |
| 1877    | 1914 (décès) | Félix Baron (1834-1914)               | Républicain  | Notaire, conseiller d'arrondissement |
| 1914    | 1919         | siège vacant                          |              | |
| 1919    | 1921 (décès) | Albert Fleury                         |              | Médecin, maire de Ducey (1900-1921) |
| 1921    | 1940         | René Tizon (1883-1952)                | URD-RG       | Médecin, maire de Ducey, conseiller d'arrondissement, nommé membre de la Commission administrative départementale en 1941, nommé conseiller départemental en 1943 |
|         |              |                                       |              | |
| 1945    | 1951         | René Tizon                            | DVD          | Médecin Maire de Ducey (1945-1949) |
| 1951    | 1994         | Jean-Pierre Tizon (fils du précédent) | RI puis UDF  | Médecin, maire de Ducey (1983-1989), sénateur (1983-1996) |
| 1994    | 2015         | Henri-Jacques Dewitte                 | UDF puis DVD | Maire de Ducey (1989-2014) |

Le canton participe à l'élection du député de la deuxième circonscription de la Manche, avant et après le redécoupage des circonscriptions pour 2012.

### Conseillers d'arrondissement (de 1833 à 1940)
| Période                                  | Période | Identité                   | Étiquette | Qualité |
| ---------------------------------------- | ------- | -------------------------- | --------- | --- |
| 1833                                     | 1836    | M. Le Pelletier            |           | Médecin |
| 1836                                     | 1848    | M. Pinot                   |           | Juge de paix à Ducey                                                                                        |
|                                          |         |                            |           | |
| 1871                                     | 1877    | Félix Baron                |           | Notaire à Ducey                                                                                             |
|                                          |         |                            |           | |
| 1919                                     | 1921    | René Tizon                 |           | Maire de Ducey                                                                                              |
|                                          |         |                            |           | |
| 1928                                     | 1940    | Joseph Baisnée (1889-1956) |           | Agriculteur à Ducey                                                                                         |
| 1940                                     |         |                            |           | Les conseils d'arrondissement ont été suspendus par la loi du 12 octobre 1940 et n'ont jamais été réactivés |
| Les données manquantes sont à compléter. |         |                            |           | |

## Composition

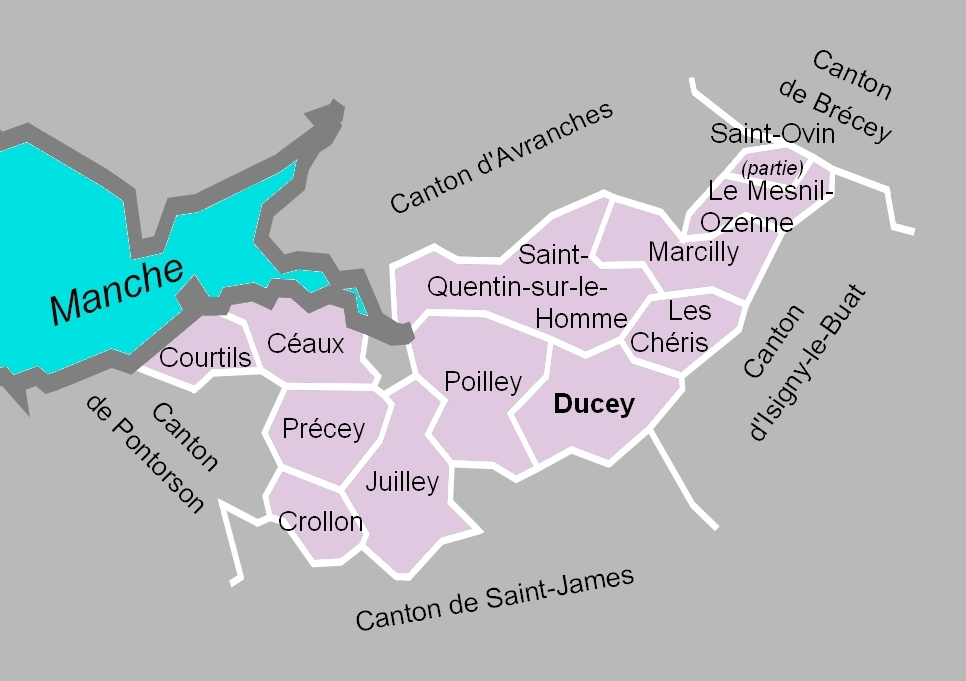
La carte des communes du canton. Les cantons limitrophes étaient ceux d'Avranches, de Brécey, d'Isigny-le-Buat, de Saint-James et de Pontorson.

Le canton de Ducey comptait 7 611 habitants en 2012 (population municipale) et se composait d’une fraction de la commune de Saint-Ovin et de onze autres communes :
- Céaux ;
- Les Chéris ;
- Courtils ;
- Crollon ;
- Ducey ;
- Juilley ;
- Marcilly ;
- Le Mesnil-Ozenne ;
- Poilley ;
- Précey ;
- Saint-Ovin (fraction : commune associée de La Boulouze) ;
- Saint-Quentin-sur-le-Homme.

À la suite du redécoupage des cantons pour 2015, toutes les communes sont rattachées au canton de Pontorson.

### Anciennes communes
Contrairement à beaucoup d'autres cantons, le canton de Ducey n'incluait aucune commune définitivement supprimée depuis la création des communes sous la Révolution.
Le canton comprenait une commune associée :
- La Boulouze, associée à Saint-Ovin depuis le 1er janvier 1973. La particularité, non unique, de cette association est que les deux communes appartenaient à deux cantons différents : Saint-Ovin était dans le canton d'Avranches. Intégrée à la même date à l'association, la commune du Mesnil-Ozenne reprend son indépendance le 1er janvier 1985.

## Démographie
| 1962 | 1968 | 1975 | 1982 | 1990  | 1999  | 2006  | 2011  | 2012  |
| ---- | ---- | ---- | ---- | ----- | ----- | ----- | ----- | ----- |
| -    | -    | -    | -    | 6 191 | 6 349 | 7 024 | 7 600 | 7 611 |